# Doopsgezinde kerk (Heerenveen)
De doopsgezinde kerk is de Vermaning in de plaats Heerenveen in de provincie Friesland.

## Beschrijving
Er waren meerdere Doopsgezinde Gemeenten in Heerenveen. Na het samengaan werd op 7 juni 1762 de eerste steen gelegd van een nieuw kerkgebouw. Boven de ingang (1838) is op een gevelsteen deze gebeurtenis nog eens vastgelegd. De zaalkerk is een rijksmonument. Zowel het interieur als exterieur ondergingen later wijzigingen. Het orgel uit 1900 is gemaakt door Bakker & Timmenga. Er is geen kansel meer aanwezig.

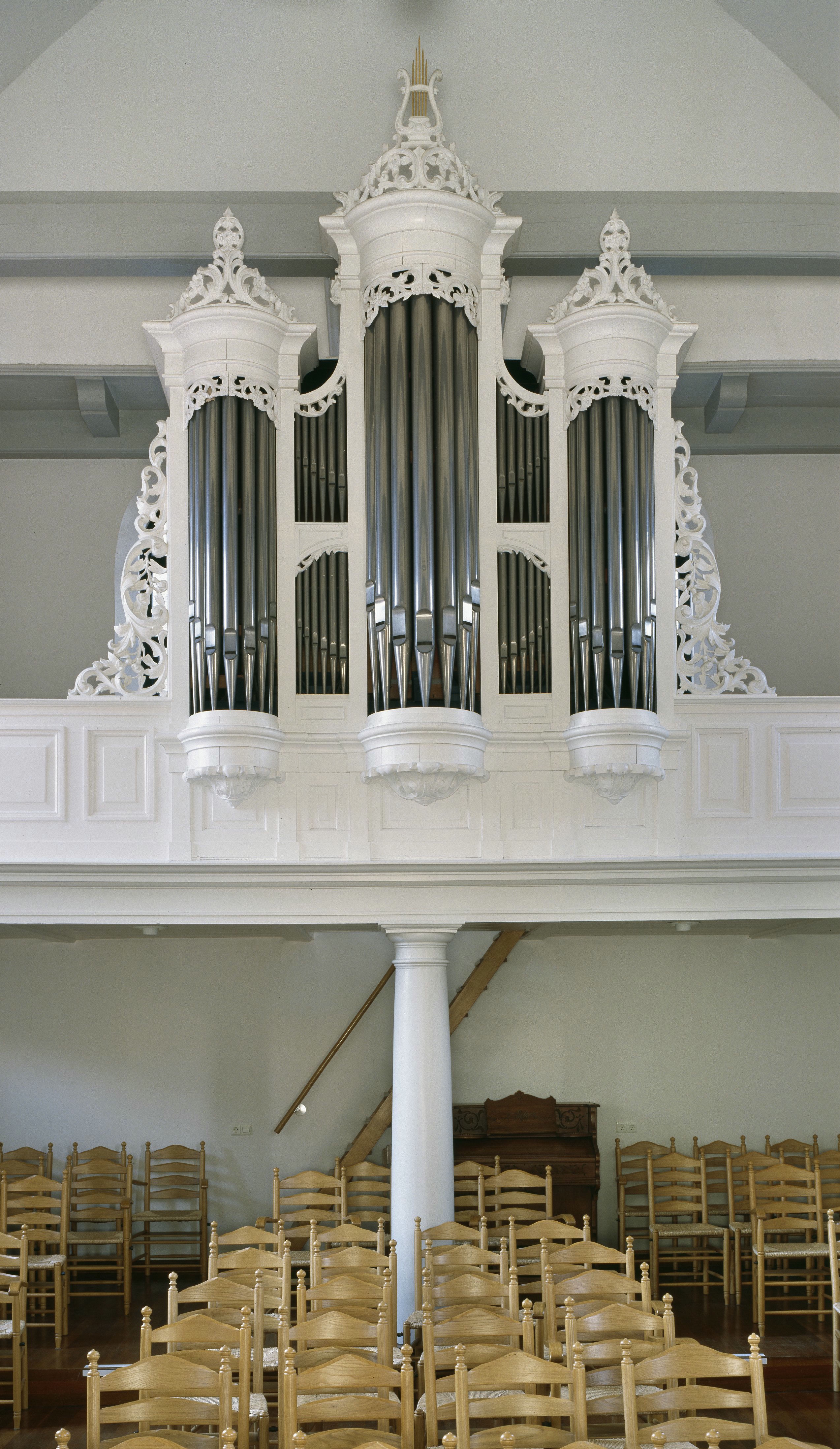
Interieur met orgel (2008)